# Actos de Montejurra
Los actos de Montejurra son una serie de celebraciones anuales carlistas que desde mediados del siglo xx tienen lugar en la montaña navarra de Montejurra, en el norte de España. Los actos eran organizados originalmente por la Comunión Tradicionalista leal a Javier de Borbón-Parma.[cita requerida] En 1970 se fundó un nuevo Partido Carlista, que pasaría a asumir la organización de los festejos.[cita requerida]

## Historia
Sus orígenes se encuentran en las peregrinaciones, iniciadas el 3 de mayo de 1939, de los familiares de los requetés del Tercio de Montejurra. Inicialmente se trababa de un acto estrictamente religioso y sin proyección más allá del ámbito navarro. Pero tras un cierto declive, a partir de la instalación de las cruces de piedra en 1954 irían adquiriendo una nueva dimensión, pasando a ser organizados por la dirección del Tradicionalismo javierista.
El primer acto de la mañana consistía en un vía crucis en memoria de los requetés muertos en la Guerra Civil Española, debido a que este lugar fue escenario, en 1873, de una importante batalla durante la tercera guerra carlista. También fue escenario de otra batalla en 1835 durante la Primera Guerra Carlista.

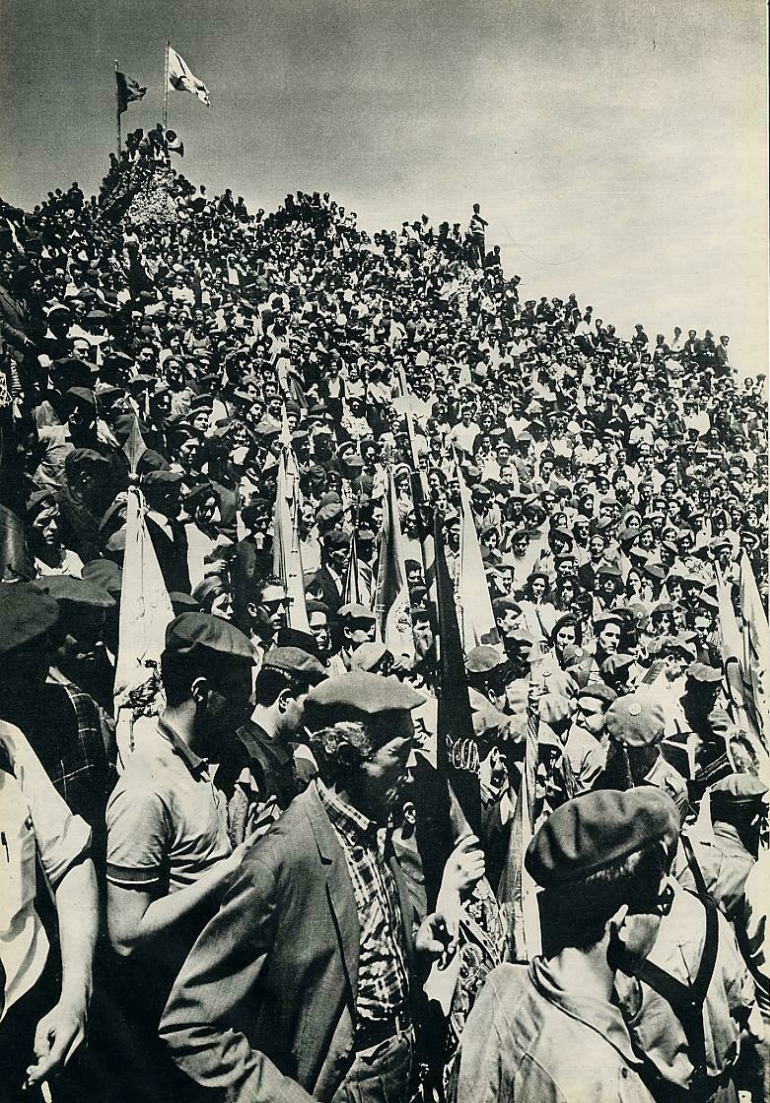
Requetés en Montejurra (1966)

El acto religioso venía siendo acompañado de un acto político semitolerado por la dictadura, en el cual se pronunciaban discursos y se leían comunicados sobre la situación política. De hecho, Carlos Hugo de Borbón Parma inició su actividad política con su presentación y primer discurso en la concentración de Montejurra de 1957. Antonio Morales Moya sostiene que durante la década de 1960 en las concentraciones de Montejurra llegaron a participar alrededor de 100.000 personas.
La multitudinaria concentración de 1962 se destacó por su acercamiento al régimen franquista y a la Falange por parte de los dirigentes y oradores de la Comunión Tradicionalista José Ángel Zubiaur y José Luis Zamanillo. El acto contó con la presencia de Carlos Hugo de Borbón Parma, que sobrevoló el monte con una avioneta, y la adhesión del capitán general de Madrid Rafael García Valiño, el ministro secretario del Movimiento José Solís Ruiz, Raimundo Fernández-Cuesta y Miguel Primo de Rivera y Sáenz de Heredia. De acuerdo con la Cadena de Prensa del Movimiento, que definió la convocatoria como un «canto a la unidad entre los que combatieron en la Cruzada», Zamanillo, secretario Nacional del Requeté, se expresó en estos términos:

«Recordó cómo en los Principios constitucionales, que promulgó Franco en mayo de 1958, en sesión plenaria de las Cortes, se recogen los ideales básicos del espíritu del 18 de Julio, que reunió con el Ejército a la Falange y al Requeté en defensa de la unidad religiosa, consustancial a España, los ideales de la Cruzada, que no pueden perderse, y donde se afirma una monarquía tradicional en la arquitectura del Estado.

En 1966 José María de Zavala fue nombrado secretario general de la Comunión Tradicionalista mientras José María Valiente mantenía el cargo de jefe delegado. Zavala impulsó una dinámica progresista promovida por un sector de las juventudes carlistas, ante la perplejidad de muchos carlistas veteranos, que enviaron numerosas cartas a Don Javier para que la Comunión Tradicionalista mantuviese sus principios. De acuerdo con Ricardo de la Cierva, la secretaría de Carlos Hugo crearía el mito de Carlos Hugo como príncipe socialista. Sin embargo, tras la concentración de Montejurra de 1967, en que fue nuevamente reivindicado el tradicionalismo más ortodoxo, los secretarios de Carlos Hugo afirmaron desvincularse del carlismo ya que, según La Cierva, consideraban que Carlos Hugo había vuelto «al integrismo». Un comunicado el 10 de mayo de ese año publicado en la prensa por los que habían sido secretarios de Carlos Hugo manifestaba:

Las personas que crearon y lanzaron en España la figura del príncipe Carlos Hugo de Borbón Parma discrepan de la orientación ideológica y política marcada al carlismo, puesta de manifiesto en el acto de Montejurra (30 de abril de 1967) por don Javier de Borbón Parma y el jefe nacional, profesor Valiente.

Esta orientación lleva consigo la no aceptación de la libertad religiosa, una estrecha identificación con los elementos antidemocráticos, incomprensión de los problemas de la Universidad española y censuras al pensamiento posconciliar.

Por todo ello, el ala joven del carlismo, habiendo cesado hace meses en sus cargos oficiales, ha acordado hacer pública su decisión de abandonar definitivamente el partido, y toda vinculación con la llamada causa monárquica.

El manifiesto iba firmado por Ramón Massó, último jefe de la secretaría técnica del príncipe Carlos Hugo; Víctor Perea, último delegado nacional de los estudiantes carlistas; José Antonio Parrilla, exsecretario particular de Carlos Hugo y exjefe de prensa de la Comunión Tradicionalista; Fernando Truyols, último secretario nacional de los estudiantes carlistas; Pedro Olazábal, exmiembro de la secretaría técnica y exdelegado de asuntos económicos; y Luis Olazábal, exmiembro de la secretaría técnica y exvicepresidente de los estudiantes carlistas de Madrid.
En 1968 los oradores que intervinieron en los actos fueron Pedro Lombardía, José Fermín Arraiza Rodríguez-Monte, Miguel de San Cristóbal, jefe regional carlista de Navarra, Auxilio Goñi Donázar, procurador en Cortes por el Tercio Familiar de Navarra, y Santiago Coello. El 7 de mayo los dos diarios de Pamplona, El Pensamiento Navarro y Diario de Navarra, sufrirían secuestro por reproducir el discurso de Goñi.

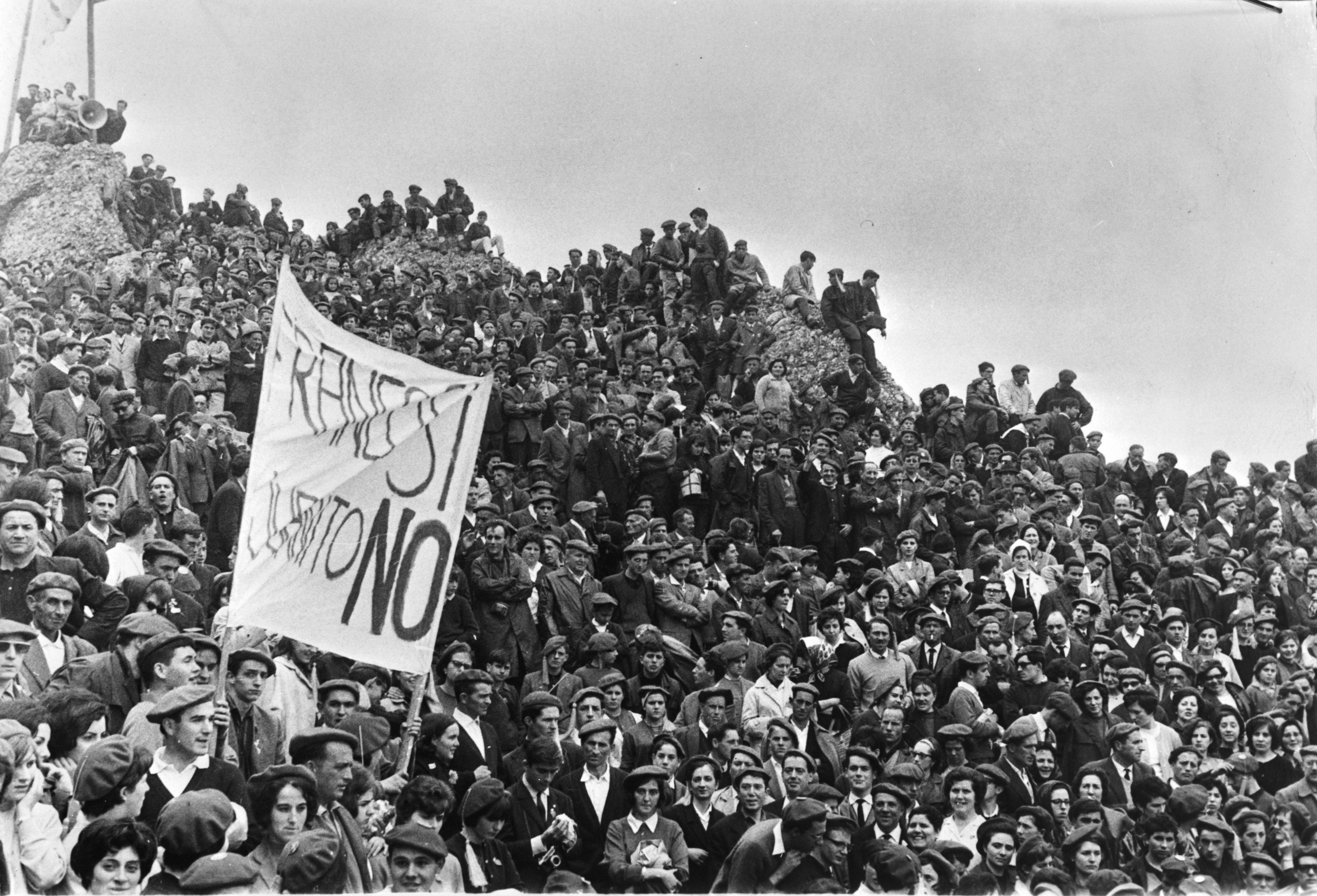
Pancarta con el lema «Franco sí. Juanito no» (en alusión a Juan Carlos de Borbón) en la concentración de Montejurra de 1969.

Tras la expulsión de la Familia Borbón Parma del territorio español por el Gobierno franquista, cambiaría radicalmente el tono de los actos. En el Montejurra de 1969, el primero después de la expulsión, se produjeron enfrentamientos entre miles de jóvenes carlistas y las fuerzas de orden público:

«El Estado se mostró dispuesto a llegar hasta donde hiciera falta para despejar el terreno a Juan Carlos y quitar de en medio a los carlistas. En mayo de 1969, en los actos de Montejurra se gritó "¡Franco es un traidor, sí, señor!", se quemó y pisoteó un retrato del Caudillo y hubo serios incidentes entre varios miles de jóvenes y las fuerzas represivas. Se caldeó tanto el ambiente que, ante la posibilidad de que los manifestantes se desplazaran a Iruñea, se había decido recurrir a una acción de fuerza. Un informe reservado indicaba que: "Los acontecimientos iban adquiriendo tal gravedad que el Gobernador Civil estuvo en contacto directo con Madrid y se sabe que de haberse realizado la marcha sobre Pamplona se hubiera producido un día de luto, puesto que la intención de la primera autoridad civil de Navarra fue, incluso, haber ordenado a las fuerzas disparar contra los manifestantes"».

De acuerdo con Francisco Javier Caspistegui, a inicios de los 70 se produjo un gran descenso en el número de participantes, que quedaría reducido a unos 5.000. Debido a los cambios ideológicos de los organizadores, con ocasión de los actos de 1971, Joaquín Vitrián Esparza, el capellán que había dirigido el Vía Crucis penitencial al Montejurra durante las tres décadas que se venía celebrando, declinó participar aquel año, declarando en una carta hecha pública:

A nadie, hasta este año, he cedido el honor y el deber de presidir tan consoladora devoción que culmina con la celebración de la santa misa en las crestas de la sagrada montaña. 

Ciertos presentimientos, que no se conjugan con nuestro empeño sacerdotal, me hicieron declinar este año los honores de un cargo que ostento con orgullo. No puedo respaldar, con mi presencia en Montejurra, lo que no sea plegaria de amor en mis labios sacerdotales, ni sentimientos de admiración y gratitud, como español, para quienes supieron morir en defensa de la Cruz y por una España mejor.

En los actos celebrados el 9 de mayo de 1976 se produjeron los llamados sucesos de Montejurra, en los que se produjo un enfrentamiento violento entre los partidarios de Sixto Enrique de Borbón y los de su hermano Carlos Hugo, resultando muertos por arma de fuego dos partidarios del último que en 2003 serían reconocidos oficialmente como «víctimas del terrorismo». 
En el año 1977 el Gobierno prohibió el acto de Montejurra, aunque el Partido Carlista mantuvo la convocatoria. Finalmente la Guardia Civil y la Policía Armada imposibilitaron el acceso de los carlistas al monte, por lo que los actos del Partido Carlista fueron celebrados en el castillo de Javier.
Actualmente el Partido Carlista de Euskal Herria organiza a principios de cada mes de mayo un pequeño acto sin viacrucis cerca del monasterio de Irache. En 2016 contó con la participación de cerca de 200 militantes y simpatizantes según Diario de Navarra o unas escasas decenas según La Tribuna del País Vasco.